# Испорченные дети
«Испорченные дети» (фр. Les Enfants gâtés) — роман Филиппа Эриа, опубликованный в 1939 году издательством «Галлимар». Хронологически является вторым романом цикла о Буссарделях, согласно порядку написания — первым (роман «Семья Буссардель» был написан в 1944 году). Действие происходит во Франции и США в 1930-е годы.

## Персонажи
В данный список включены только персонажи романа «Испорченные дети», но не персонажи других романов цикла о Буссарделях.
- Агнесса Буссардель — главная героиня романа
- Норман Келлог — американский архитектор, первый возлюбленный Агнессы и отец её сына
- Ксавье Буссардель — троюродный брат Агнессы, впоследствии её муж. Погиб, выпав из окна
- Рено (Рокки) Буссардель — сын Агнессы
- Фердинанд Буссардель — отец Агнессы
- Мари Буссардель — мать Агнессы
- Амели Буссардель (урождённая Клапье) — мать Фердинанда, бабка Агнессы
- Симон Буссардель — старший брат Агнессы
- Жанна Буссардель — вторая жена Симона, сестра его первой жены
- Валентин Буссардель — средний брат Агнессы
- Элен Буссардель — жена Валентина, часто говорит невпопад
- Эмма Буссардель — старшая сестра Фердинанда, тётка Агнессы, крёстная мать Ксавье, старая дева
- Теодор Буссардель — старший брат Фердинанда, дядя Агнессы, биржевой маклер, заядлый охотник
- Женевьева Буссардель — дочь Теодора, двоюродная сестра Агнессы
- Луиза Жанти (урождённая Буссардель) — младшая сестра Фердинанда, тётка Агнессы
- Александр Жанти — муж Луизы, хранитель музея
- Анна-Мари Мортье — дочь нотариуса, отказавшаяся выйти замуж за Ксавье
- Эмиль — лакей Буссарделей
- Франсиза — горничная Амели

## Награды и номинации
| Год  | Награда             | Результат |
| ---- | ------------------- | --------- |
| 1939 | Гонкуровская премия | Победа    |

## Экранизации
Цикл романов о семье Буссардель был экранизирован в 1972 году в виде мини-сериала «Буссардели» (фр. Les Boussardel), состоящего из пяти серий. Роль Агнессы исполнила Николь Курсель.

## Переводы
На русском языке роман был издан в 1965 году издательством «Мир» в переводе Надежды Жарковой и Бориса Песиса, в то время как первая книга цикла «Семья Буссардель» издавалась в переводе Наталии Немчиновой. С этим связаны расхождения в передаче имён собственных: так, одна и та же фамилия у Жарковой и Песиса передана как Гуйю, а у Немчиновой — как Гулью, аналогично с фамилией Битсиу — Бизью.
В немецком переводе роман озаглавлен Agnes Boussardel по имени главной героини. Также переведён на итальянский, чешский, словацкий и китайский языки.